# 우산소나무
우산소나무(학명: Pinus pinea)는 지중해 일대에 자생하는 소나무속의 상록침엽수이다. 피네아소나무, 지중해소나무 등으로도 부른다. 우산소나무의 원산지는 지중해 연안으로, 남유럽, 이스라엘, 레바논, 시리아 등지에 자생한다. 북아프리카에는 수천년 전에 유입되어 토착화되었으며, 카나리아 제도, 남아프리카 공화국, 오스트레일리아 뉴사우스웨일스주 등에도 유입되었다. 열매의 식용을 목적으로 선사시대부터 재배하였으며, 현대에는 관상수로 세계 각지의 정원이나 공원에 널리 심는다.

## 분포

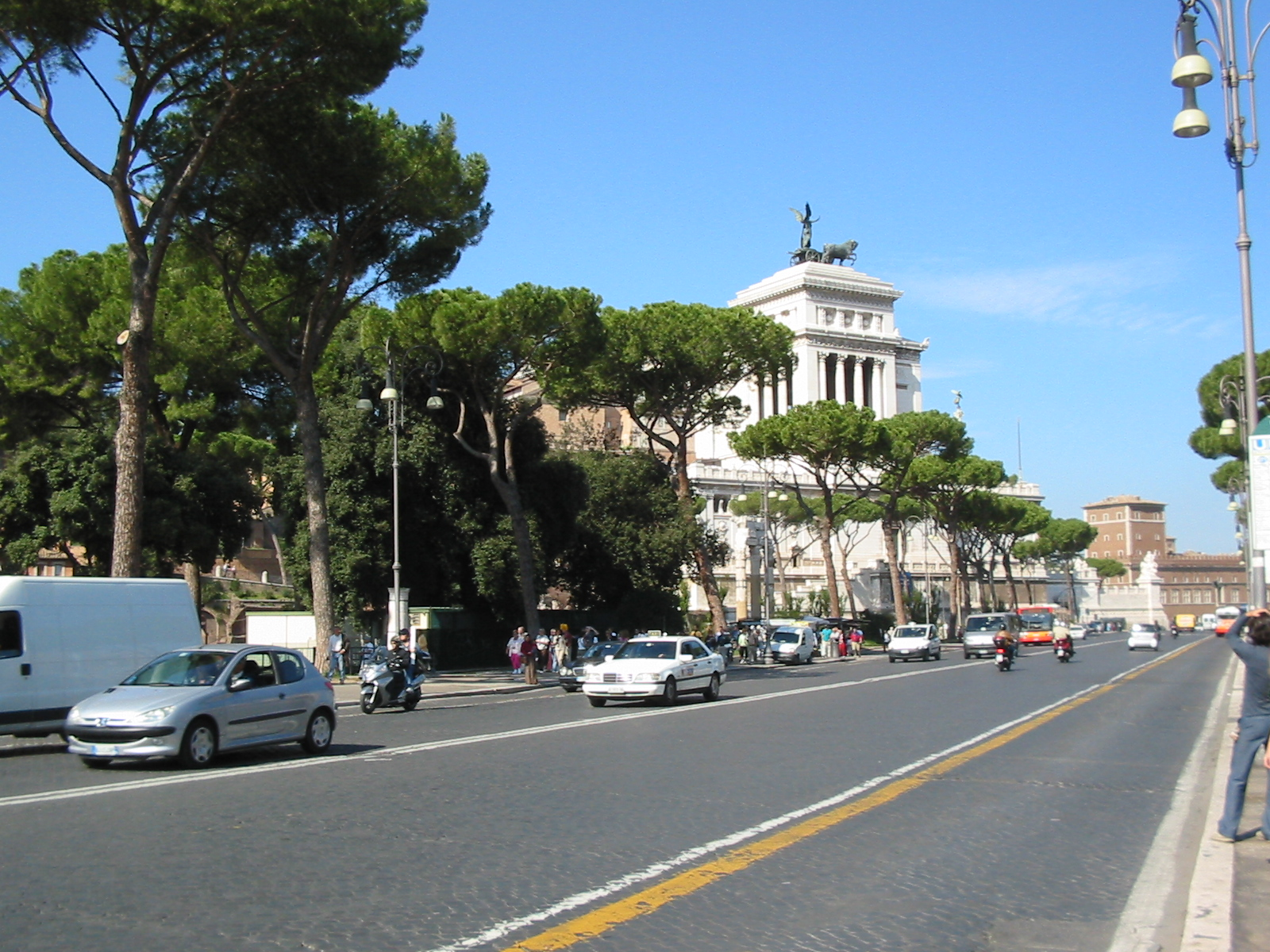
이탈리아 로마의 우산소나무

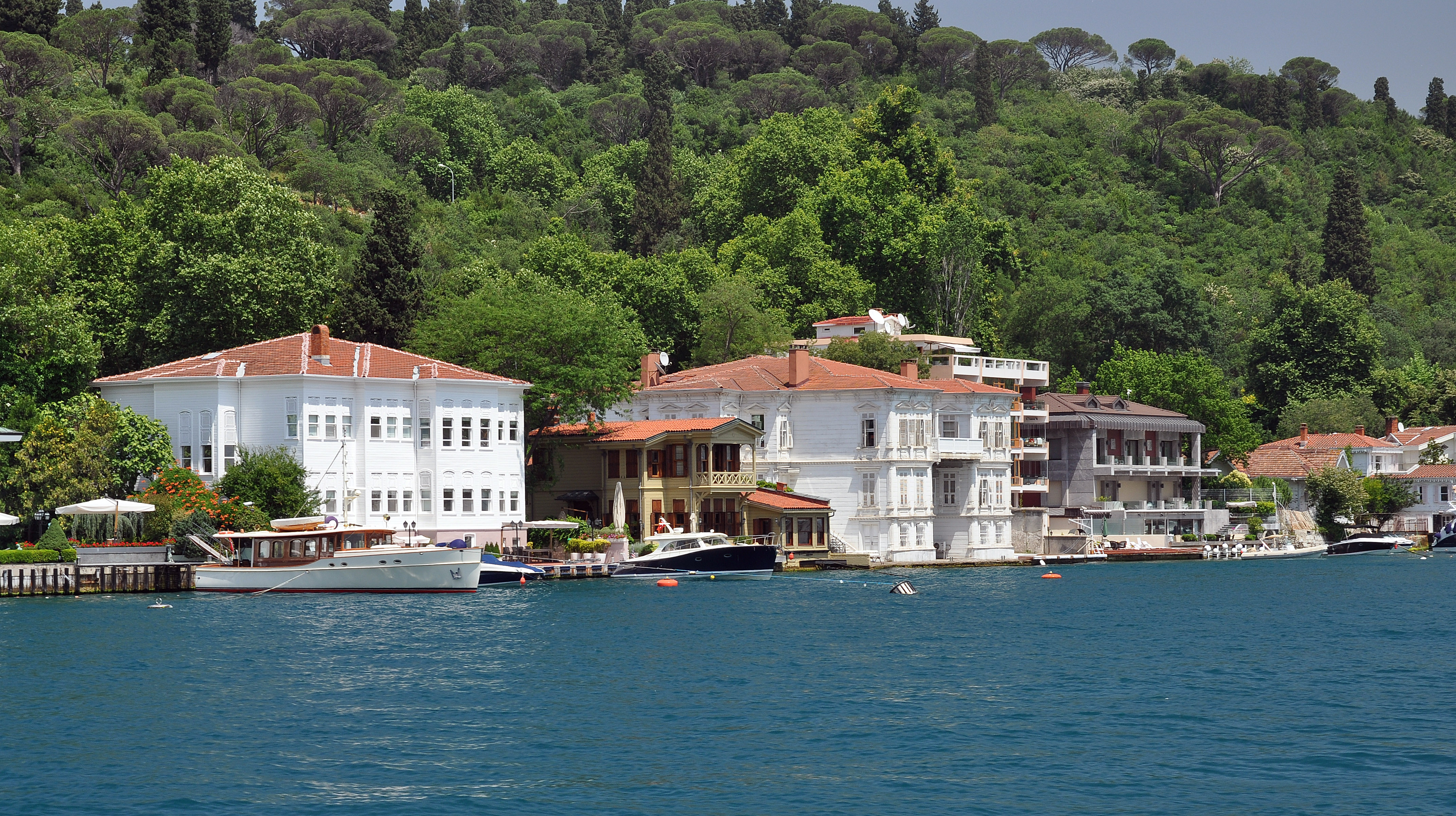
오스만 제국 시기 관상용으로 보스포루스 해협에 심은 우산소나무

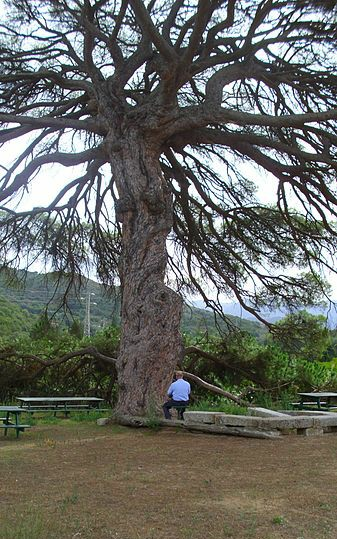
이탈리아 사르데냐의 오래된 우산소나무

선사시대에는 지금보다 습윤했기 때문에, 모로코, 알제리, 튀니지, 리비아 등 마그레브와 북아프리카의 사하라 사막에도 분포하였다. 현재의 우산소나무 자생지는 다음과 같다.
남유럽
스페인과 포르투갈이 속하는 이베리아 반도, 프랑스 남부와 이탈리아, 크로아티아와 알바니아의 아드리아해 동부 연안, 터키 서부 경엽수립대, 그리스의 발칸 반도 남부 혼합수림대에 분포한다.
그리스에는 우산소나무가 흔하지 않지만, 펠로폰네소스반도 서부에는 지중해와 석호 사이에 넓은 우산소나무 숲이 존재한다. 숲은 길이 13km 정도이며, 우산소나무와 알레포소나무가 혼합하여 분보하고 있다. 현재는 알레포소나무가 우산소나무에 비하여 우점하고 있다. 에게해의 스키아토스 섬 남서쪽의 코코나리에스에도 석호와 바다 사이에 우산소나무와 알레포소나무가 800m가량 분포하고 있다.
서아시아
터키 아나톨리아 남부의 낙엽활엽수립대, 시리아, 레바논, 이스라엘 북부에 분포한다.
북아프리카
모로코, 알제리의 지중해 연안에 분포한다.
남아프리카
웨스턴케이프 주에 17세기 프랑스에서 망명한 위그노들이 씨앗을 들여와 심었다. 아프리칸스어로는 크룬덴(kroonden)이라고 부른다.

## 외관

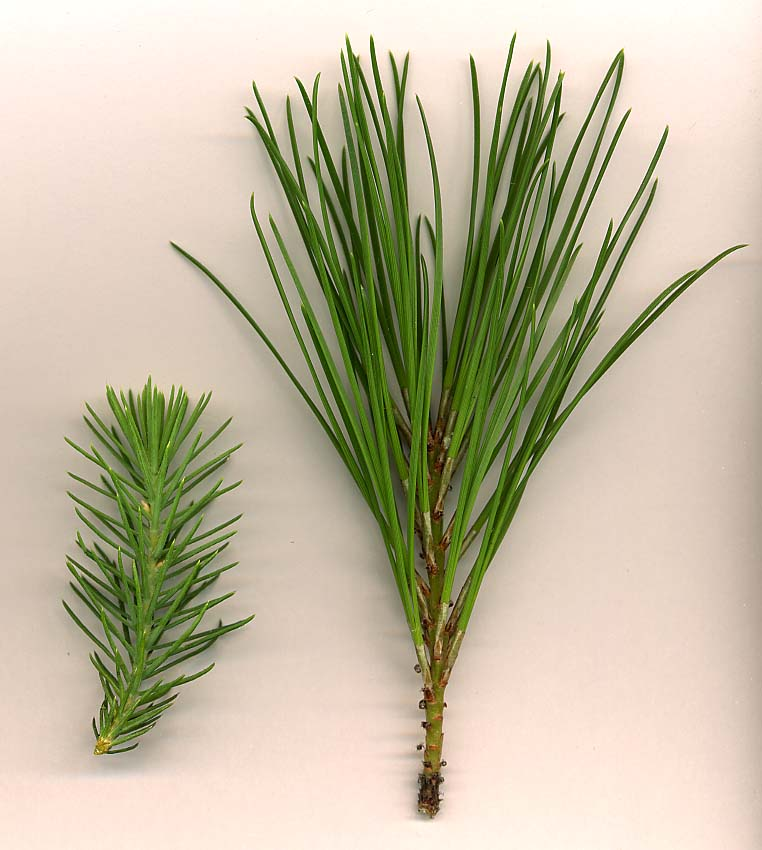
어린잎 (왼쪽) — 다 자란 잎 (오른쪽)

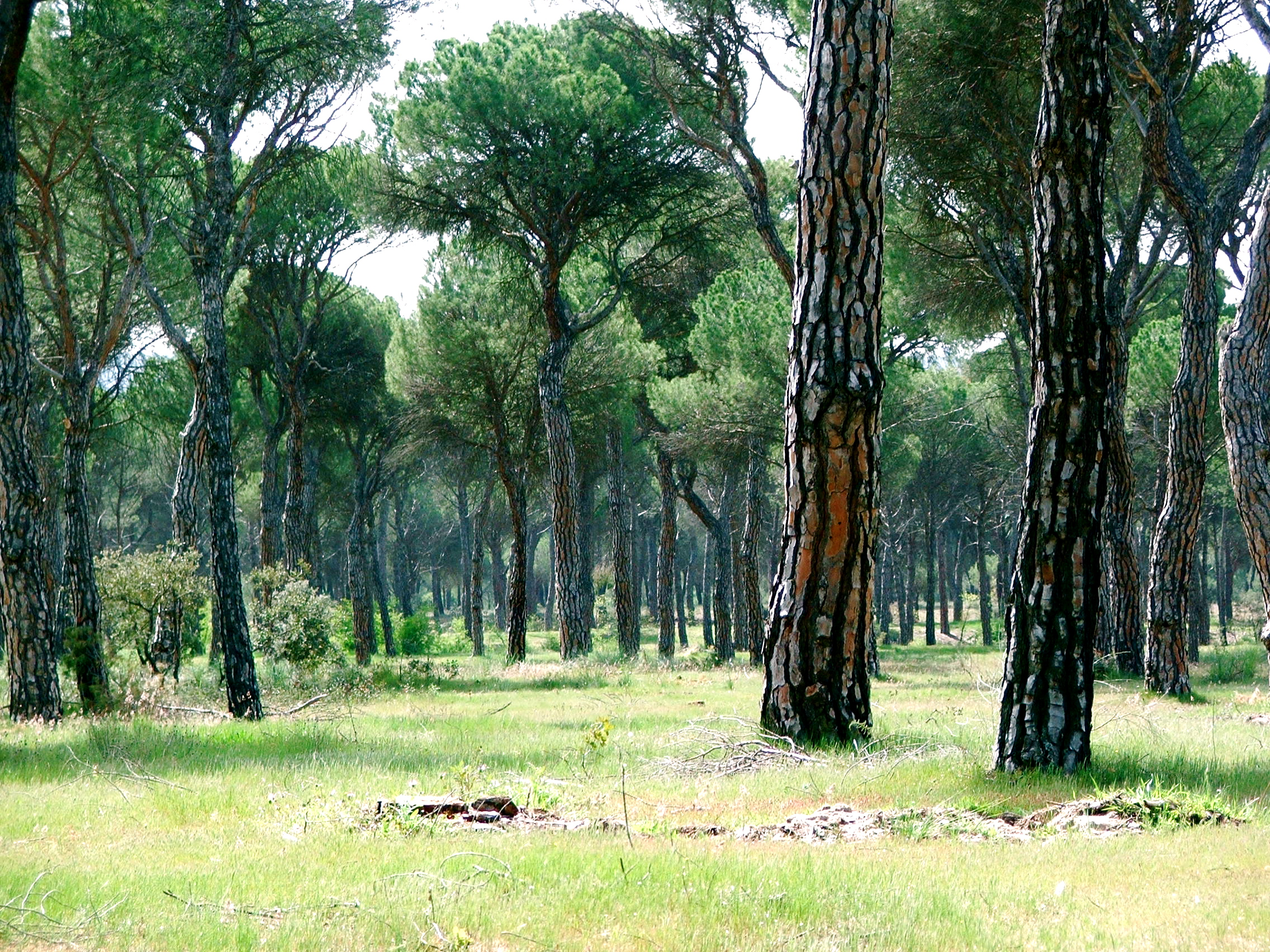
스페인 바야돌리드 주의 우산소나무 숲

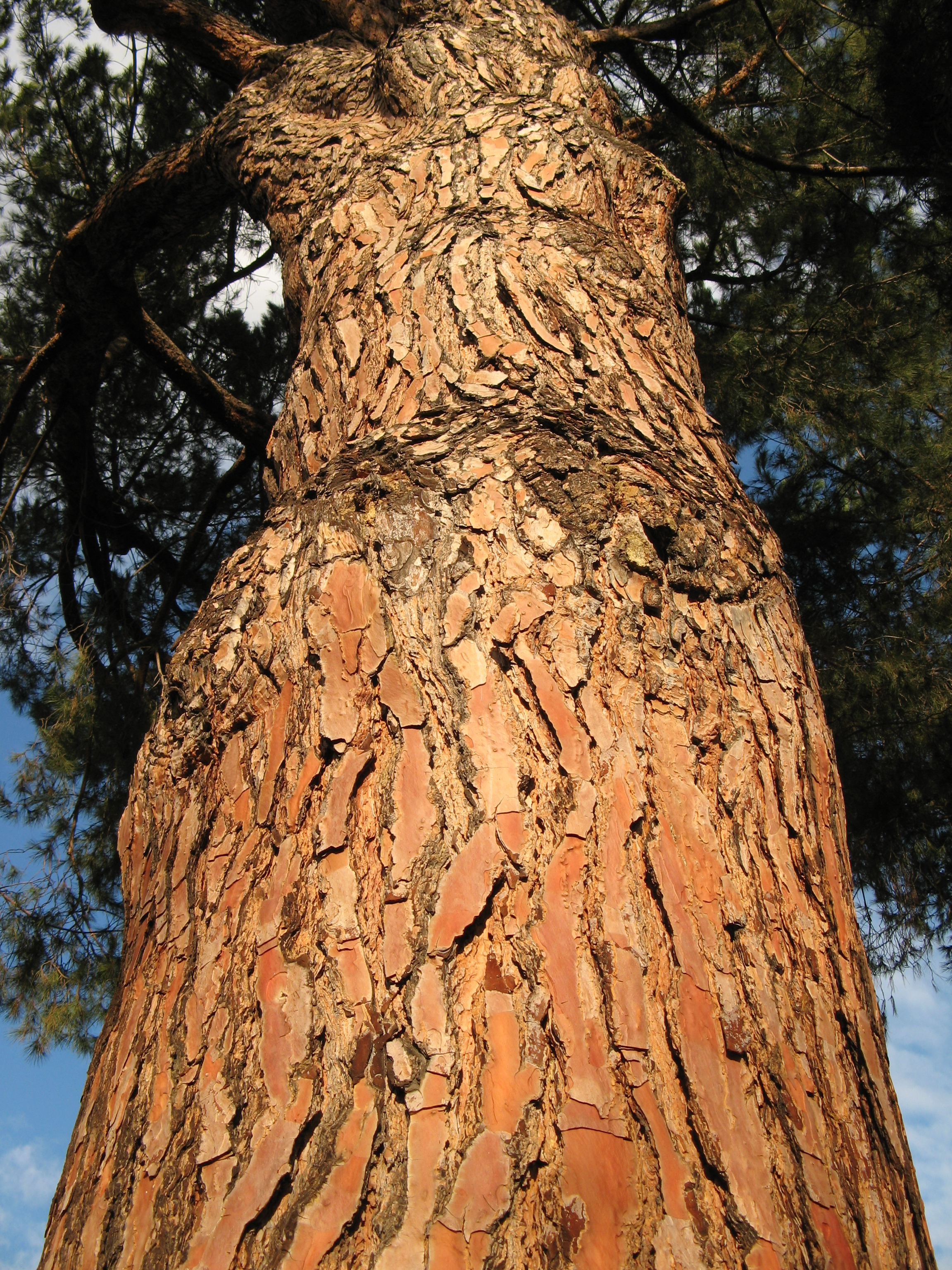
우산소나무의 수피

우산소나무는 최대 25m 이상 자라지만, 높이 12-20m 내외가 일반적인 교목이다. 유년기에는 수북한 구형이며, 자라면서 굵은 줄기 위의 우산 형태가 된다. 다 자라게 되면 너비 8m 이상의 넓고 납작한 형태가 된다. 고대 로마의 대 플리니우스는
베수비오 산의 플리니식 분화 형태가 우산소나무와 닮았다고 묘사하였다. 수피는 세로로 깊게 갈라지며 적갈색을 띤다.
잎
잎은 탄력있고 뾰족한 녹색이며, 두 장이 난다. 길이는 10-20cm가량이며, 예외적으로 30cm까지 긴 것도 있다. 5–10년생까지 나오는 어린 나뭇잎은 한 장이며, 길이는 2-4cm, 청록색이다. 4-5년생부터 큰 잎이 섞여 나기 시작하며, 10년생 정도가 되면 모두 대체된다. 다 자란 나무에서도 가지가 부러져서 다시 돋는 새순에서는 어린잎이 나온다.
솔방울

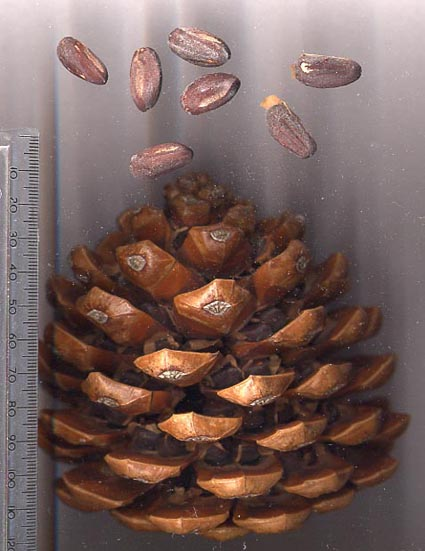
솔방울과 씨앗

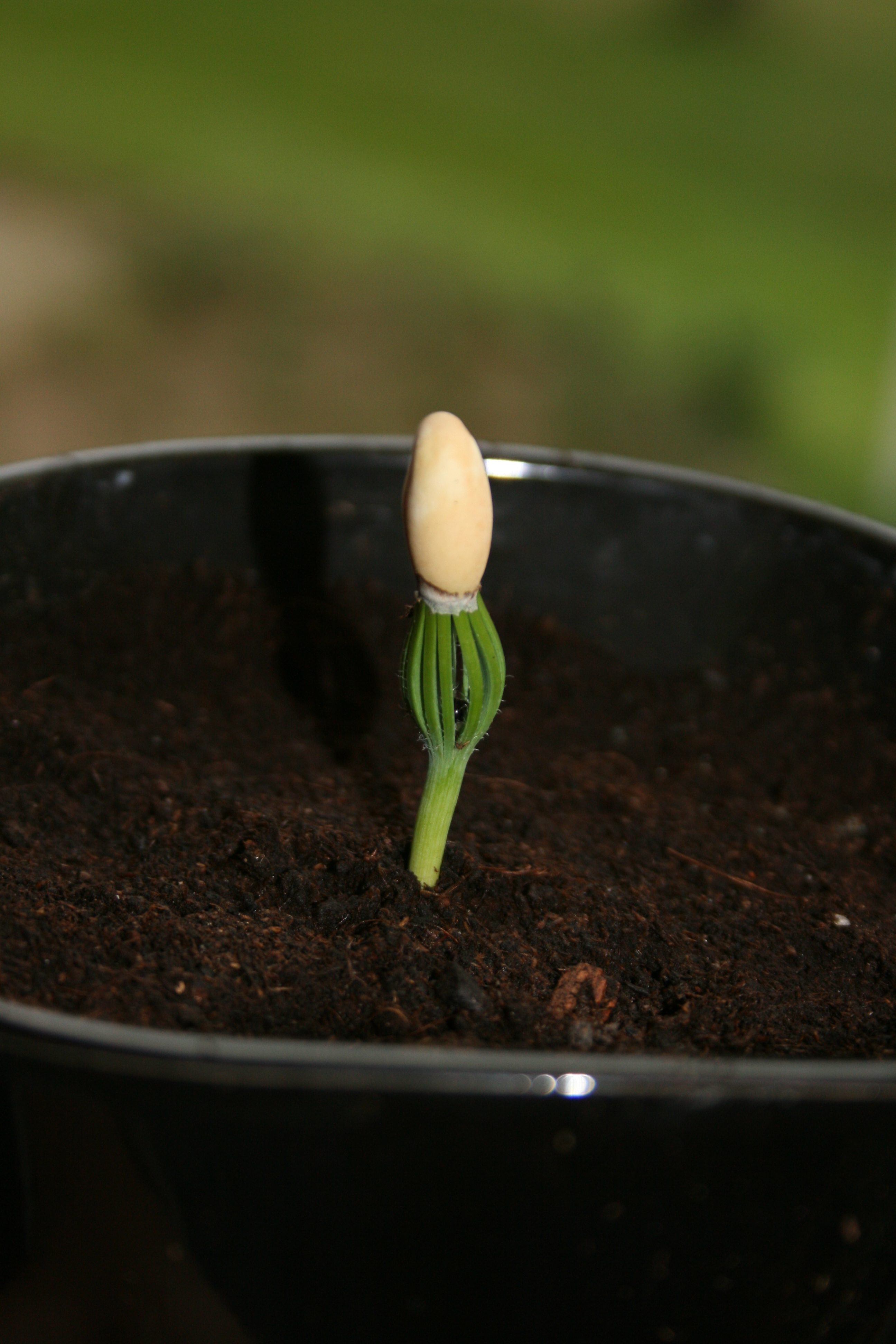
우산소나무의 발아

솔방울은 8-15cm 내외이며, 성숙하기까지 36개이 걸린다. 씨앗은 길이 2cm 정도이며 옅은 갈색이다. 씨앗에는 4-8mm 내외의 날개가 붙어있지만 바람에 잘 날리지 않으며, 대부분 동물이 확산시킨다.

## 이용

### 식용
인간은 씨앗을 먹기 위하여 최소 6,000여 년 전부터 우산소나무를 재배하였으며, 우산소나무의 씨앗은 주요한 물물교환 품목 중 하나였다. 지중해 연안에서는 우산소나무를 재배하면서, 원산지를 벗어나 분포 지역이 광범위하게 확산되어 토착화되었다.

### 원예

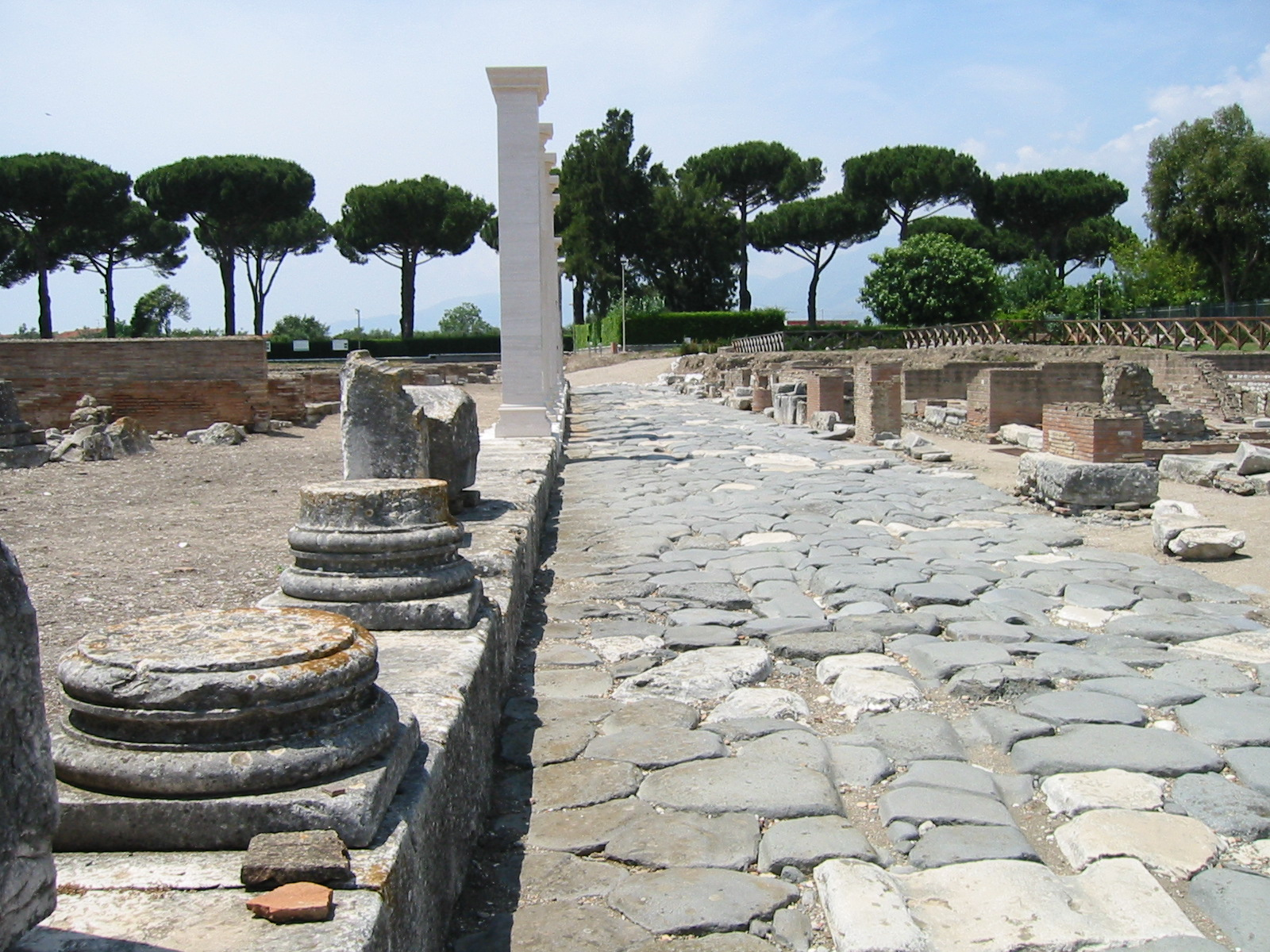
이탈리아 로마의 아피아 가도를 따라 나있는 우산소나무

우산소나무는 이탈리아 르네상스식 정원의 미적 요소 중 하나이며, 아피아 가도를 비롯한 로마의 도로를 따라 나있는 우산소나무는 로마의 상징이기도 하다. 오스만 제국에서는 관상용으로 보스포루스 해협에 우산소나무를 심기도 하였다. 1700년대에는 남아프리카, 캘리포니아, 오스트레일리아 등 세계의 지중해성 기후 지역에 정원이나 공원의 관상수로 많이 심었다. 이후 토착화하면서 남아프리카에서는 도입종 목록에 올라있다. 서유럽에서는 스코틀랜드 남부, 미국 동부 연안에서는 뉴저지까지 확산되었다.
분재로도 이용하며, 일년생의 작은 나무는 20-30cm 정도로 작기 때문에 탁상용 크리스마스 트리로도 이용한다.

### 기타
우산소나무에서 나오는 나뭇진도 경제적 목적 중 하나이다. 수피를 모아서 타닌을 추출하기도 하며, 씨앗을 분리한 솔방울은 연료로도 사용한다. 한편 지중해 연안에서는 해안사구의 보존, 토양보전, 해안가 농경지의 보호 등의 환경보호를 목적으로 심기도 한다.

## 충해
1990년대 미국에서 수입된 목재와 함께 이탈리아에 들어온 소나무허리노린재가 확산되었다. 소나무허리노린재는 어린 솔방울을 빨아먹기 때문에 씨앗이 시들고 발육이 저해된다. 피해는 유럽 전역으로 확대되었으며, 이탈리아에서는 우산소나무 원시림이 손실되기도 하였다.